# 法堂

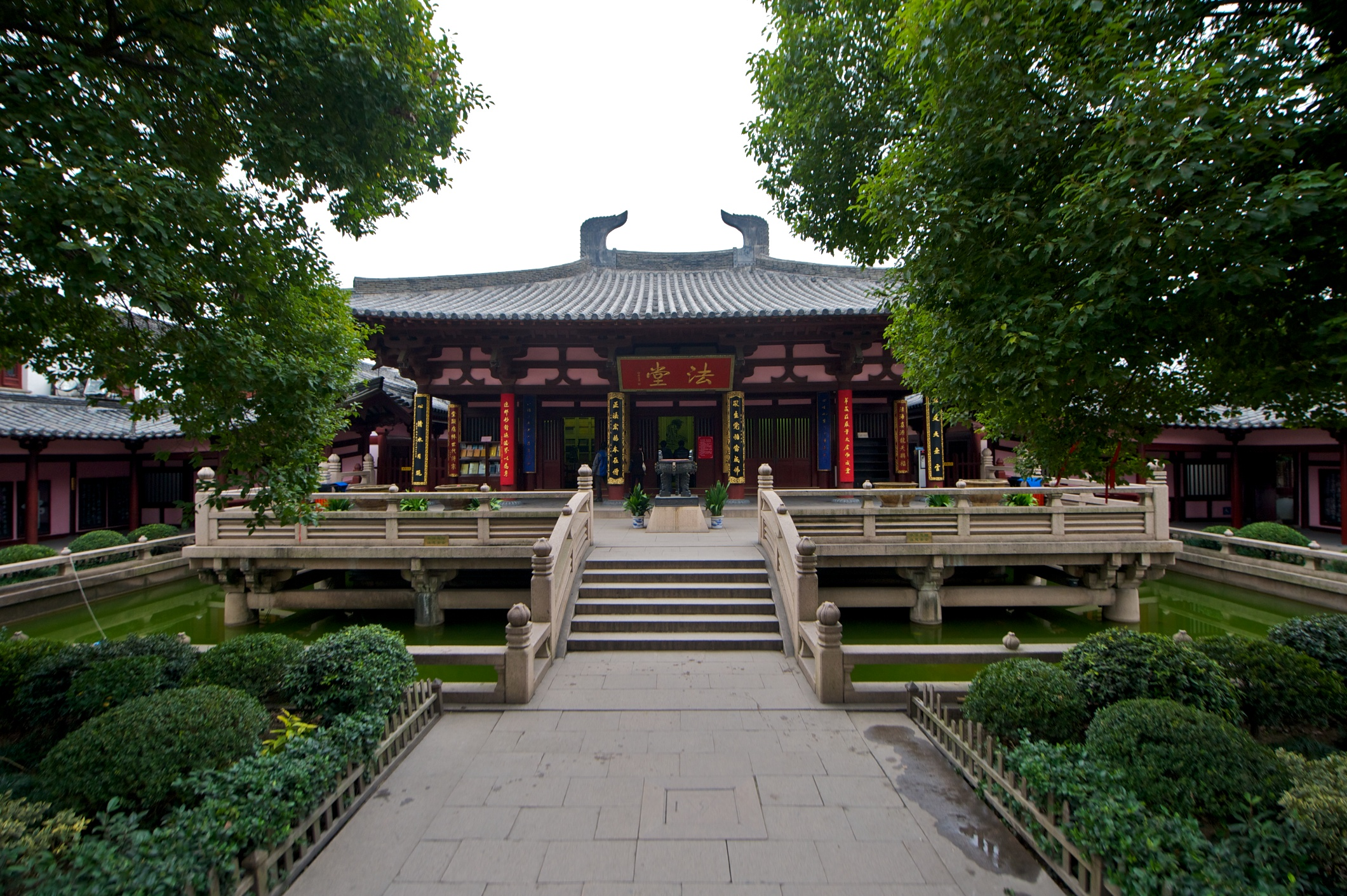
法堂寒山寺

法堂又名讲堂，是中国汉传佛教寺院中非常重要的殿堂，是高僧大德讲经说法的地方，一般坐落在大雄宝殿之后。

## 建筑形式
法堂的建筑形式和其他佛殿类似，但是室内更加宽敞明亮。法堂内中部靠后一般建有高台，台中放置一张座椅和讲桌，桌上放着佛像，台后放置一张屏风或者挂着一幅狮子图，因为佛教讲经说法又称“狮子吼”。台两侧布置听讲席位，钟鼓，以便高僧大德讲经说法时鸣响。法座两侧布置听讲席位，以便僧侣和俗家信徒聆听讲座。